# Douglas Points kärnkraftverk
Douglas Points kärnkraftverk är ett nedlagt kanadensiskt kärnkraftverk. Det ligger vid Huronsjön i Ontario, på samma område där Bruce kärnkraftverk ligger.
Kärnkraftverket var en prototyp för kommersiell drift av CANDU-reaktorn. Föregångaren var den mindre "Nuclear Power Demonstration" (NPD).
Kärnkraftverket byggdes och ägdes av Atomic Energy of Canada Limited (AECL) och drevs av Ontario Hydro. Arbetet med Douglas Point påbörjades i februari 1960. Det gick kritiskt första gången 15 november 1966, och var i drift från 1968 till 1984. Effekten var på 220 MWe.